# Sanad
Sanad (cyr. Санад) – wieś w Serbii, w Wojwodinie, w okręgu północnobanackim, w gminie Čoka. W 2011 roku liczyła 1151 mieszkańców.